# Eleanor-Kreuz

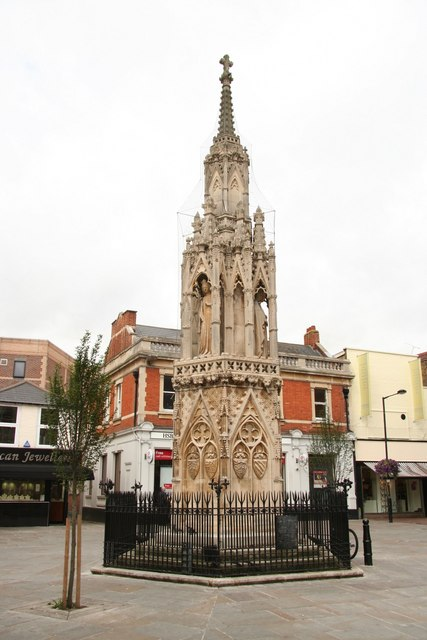
Das Eleanor-Kreuz in Waltham Cross, Hertfordshire (Foto: Richard Croft)

Eleanor-Kreuz (englisch Eleanor cross; Eleonorenkreuz) ist die Bezeichnung für eine Reihe von zwölf Gedenkkreuzen, die in England nach 1290 zwischen Lincoln und London aufgestellt wurden. Die Architektur der Kreuze war von erheblichem Einfluss auf die englische Gotik.

## Historischer Hintergrund

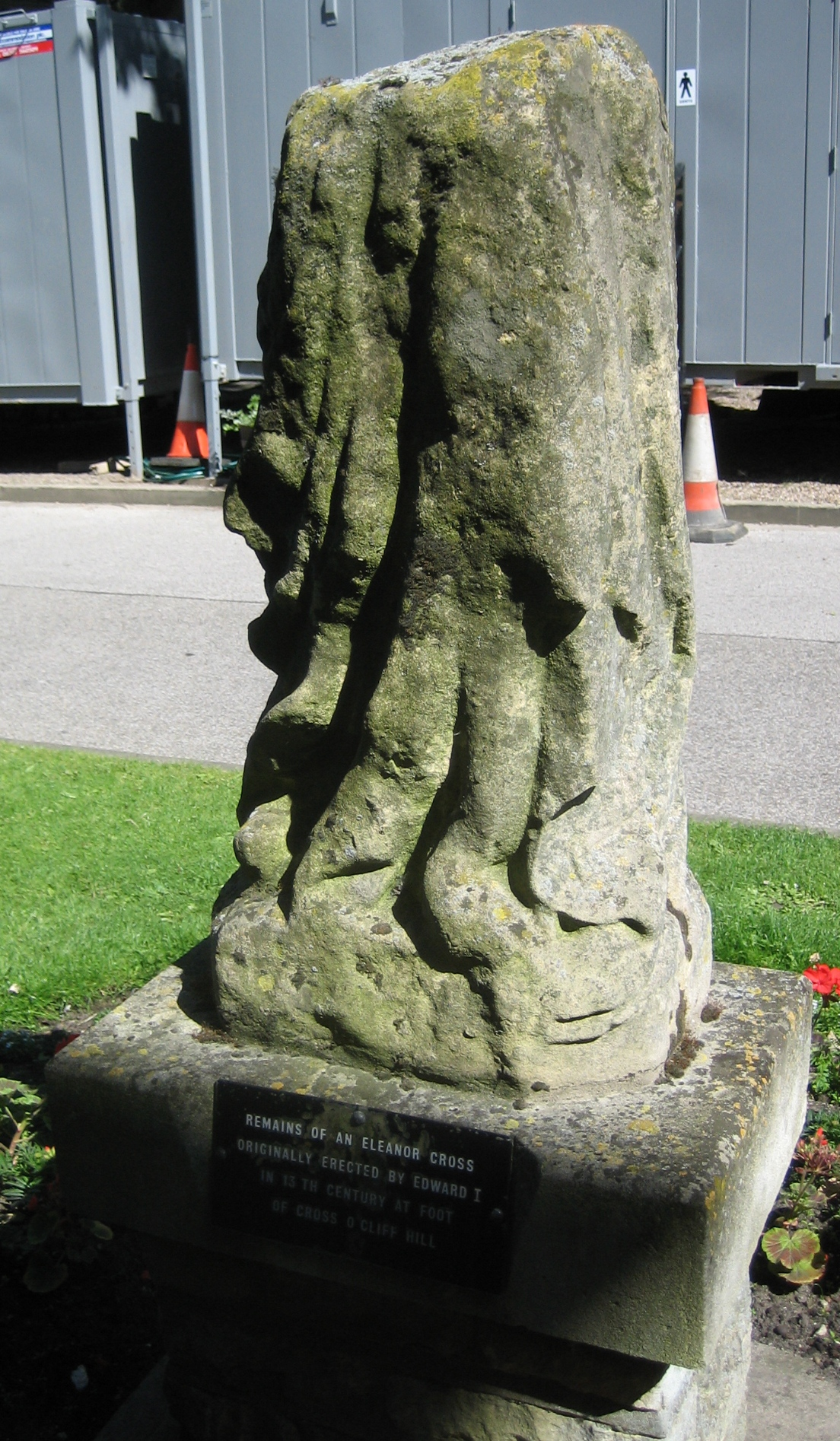
Überrest des Kreuzes in Lincoln

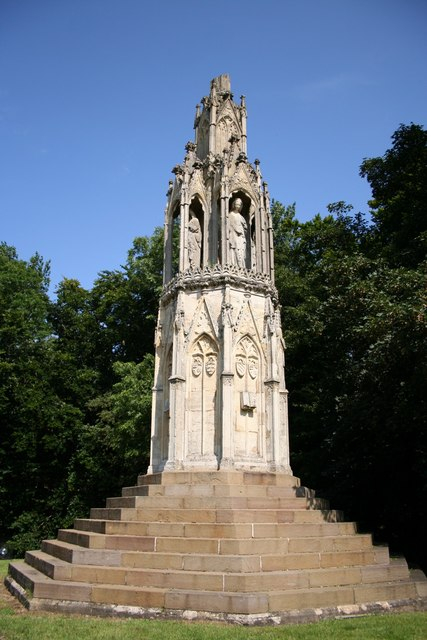
Das Kreuz in Hardingstone bei Northampton (Foto: Richard Croft)

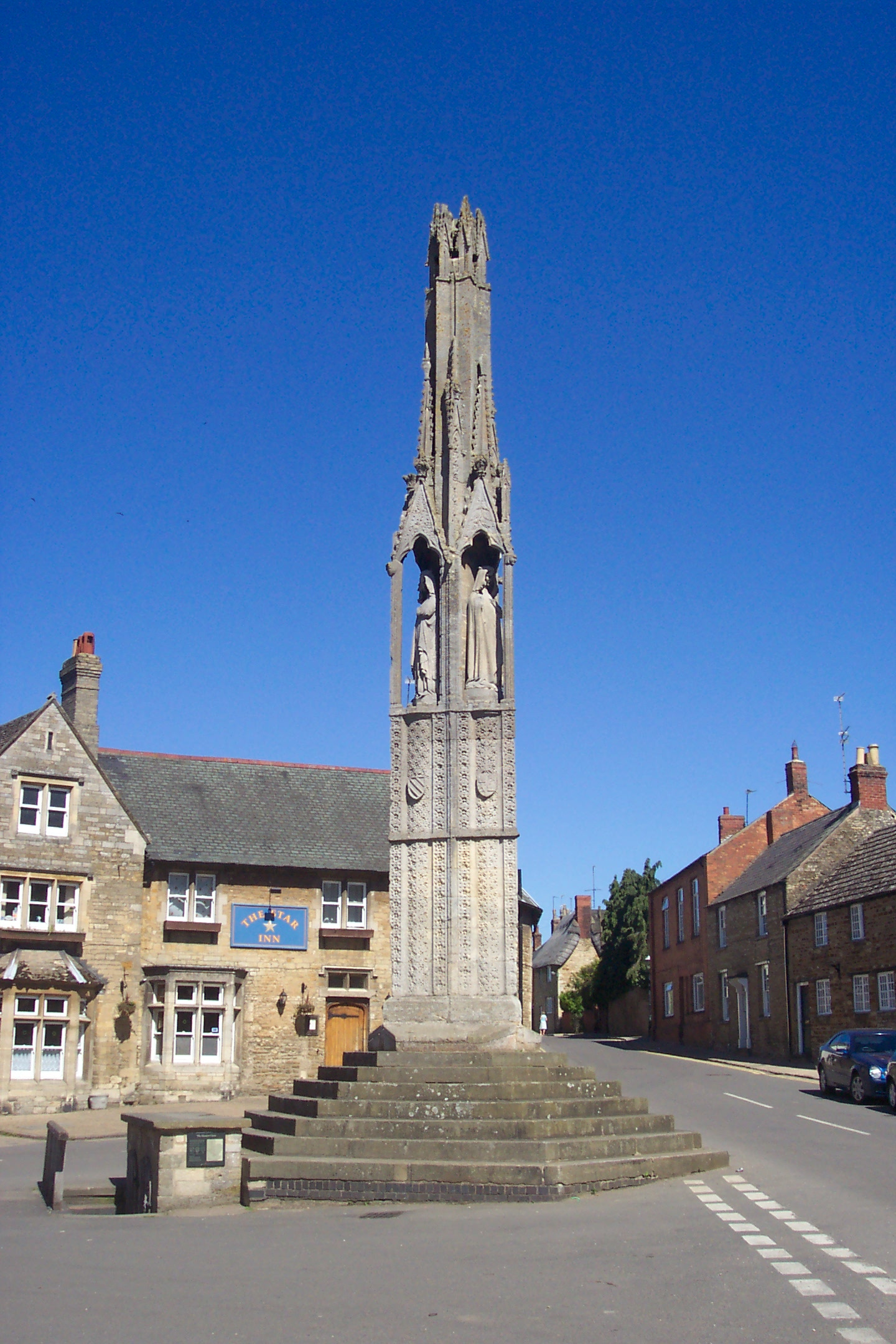
Das Kreuz in Geddington

Die erste Gemahlin des Königs Eduard I. von England, Eleonore von Kastilien, verstarb am 28. November 1290 in Harby in Nottinghamshire am Fieber. Ihr Leichnam wurde zunächst in Lincoln einbalsamiert und dann nach London in die Westminster Abbey verbracht. Eduard I. ließ an all den Orten, in denen der Trauerzug die Nacht verbrachte, ein Gedenkkreuz (Eleanor-Kreuz) aufstellen.

## Architektur
Die Architektur greift in Anlehnung an die (nicht mehr existierenden) Montjoies, die 1271 zur Markierung des Leichenzugs für Ludwig den Heiligen von Paris nach Saint-Denis geschaffen wurden, Motive der französischen Kathedralgotik auf, insbesondere deren Fialen, Wimperge und Krabben. Sie wurden von einer Gruppe von Architekten entworfen, die hierfür eigens ausgewählt wurden. Das Kreuz in Charing wurde von Richard Crundale ausgeführt; fünf Kreuze wurden von John of Battle entworfen, der schon in Vale Royal Abbey tätig war. Das Kreuz in Lincoln schuf Richard of Stow, der bald darauf leitender Architekt der Dombauhütte in Lincoln wurde. Das Kreuz in Westcheap geht auf Michael von Canterbury zurück, der später als Hofbaumeister an der Westminster Abbey tätig war.

## Lage der zwölf Kreuze
Die zwölf Kreuze standen in den folgenden Orten: Lincoln, Grantham, Stamford, Geddington, Hardingstone bei Northampton, Stony Stratford, Woburn, Dunstable, St Albans, Waltham Cross, Westcheap (heute Cheapside in London) und Charing (heute Charing Cross) (London).

## Die erhaltenen Kreuze
Von den Kreuzen haben sich nur die schlichtesten erhalten. Das Kreuz in Charing Cross ist eine Imitation aus viktorianischer Zeit. In Dunstable wurde ein modernes Kreuz aufgestellt. Das nördlichste der Kreuze wurde im St.-Katharinen-Kloster in Lincoln errichtet; ein Fragment befindet sich im Lincoln Castle. Von dem Kreuz in Stamford ist ein Fragment im Stamford Museum erhalten. Bruchstücke des Kreuzes in Westcheap werden im Museum of London aufbewahrt.
Mehr oder weniger vollständig erhalten sind die Kreuze in Waltham, Geddington und Hardingstone. Am besten bewahrt ist das Kreuz in Geddington. Es hat einen dreieckigen Grundriss in einem Sechseck. Beim Kreuz von Hardingstone (an der Ecke von Delapré Abbey, mit achteckigem Grundriss) wurde erstmals in England der Kielbogen eingesetzt. Das Kreuz von Waltham wurde mehrfach restauriert. Die Skulpturen wurden in den 1950er Jahren teilweise durch Repliken ersetzt, die Originale befinden sich heute im Victoria and Albert Museum.